# Georg von Frundsberg

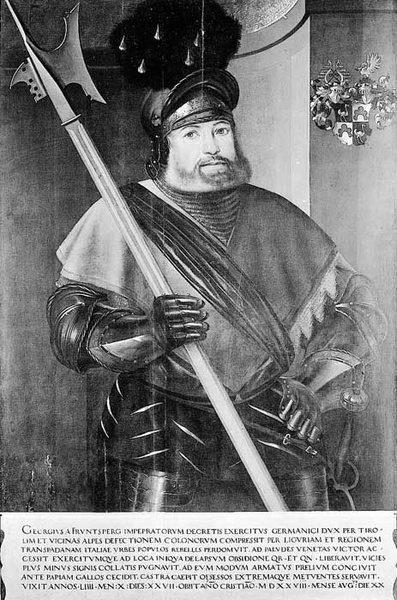
Georg von Frundsberg, porträtterad av Christoph Amberger 1543. Porträttet, som målades 15 år efter hans död visar hans legendariska status bland protestantiska furstar. En kopia på porträttet finns i rikssalen på Gripsholms slott.

Georg von Frundsberg, född 24 september 1473 i Mindelheim, död 20 augusti 1528 i Mindelheim, son till Ulrich von Frundsberg och Barbara von Rechberg. 
Frundsberg var en sydtysk riddare och landsknekt som gjorde stora insatser i utvecklingen av landsknektssystemet, varför han gått till historien som "landsknektarnas fader". Från 1499 deltog Frundsberg i nästan alla kejsarens krig, från omkring 1510 som befälhavare för fotfolket. Segern i slaget vid Creazo 1513 var Frundsbergs förtjänst, i slagen vid Bicotta 1522 och Pavia 1525 spelade an en stor roll. 
År 1526 värvade Frundsberg för egna medel 12.000 man, med vilka han efter några besvärligheter nära Piacenza förenade sig med Karl IV av Bourbon för att marschera mot Rom. Vid ett fruktlöst försök att stilla ett myteri bland de obetalda knektarna drabbades Frundsberg 1527 av ett slaganfall, som bröt hans kraft men också soldaternas motstånd. Frundsberg var ingen taktiker, och hans militära egenskaper låg främst i hans förmåga att entuiasmera sina soldater.
Frundsberg även främst känd för sina insatser inom reformationen, han var en av de första kända lutherska militärerna, och hans ord han påstås ha sagt till Luther då han trädde inför riksdagen i Worms 1521 är välkända:
Lille munk, lille munk, nu går du en gång, som jag och mången hövitsman till och med den i den allra allvarligaste slaktning ej varit med om. Men har du rätt och är säker på din sak, så gå på i Guds namn och var vid gott mod, Gud skall ej övergiva dig!.
Sedan han 1526 tågat över Alperna med sin här och kommit in i Italien lär han även ha fällt orden: Komm' ich nach Rom, so will ich den Papst henken.